# Tini drón osztag
A Tini drón osztag (eredeti cím: Droners) 2020 és 2024 között vetített francia 2D-s számítógépes animációs kalandsorozat, amelyet Pierre de Cabissole és Sylvain Dos Santos alkotott (utóbbi a sorozat társrendezője is) és Gregory Leterrier rendezett. Franciaországban 2020. október 19-én a TF1, míg Magyarországon a Disney Channel mutatta be 2023. április 3-án. A második évad Franciaországban 2023. március 11-én indult és 2024. júniusában ért véget.

## Ismertető
A Terraqua világában, a Földet 95%-ban víz borítja. A Tiki csapatnak – Corto, Egér, Enki és Oro – meg kell nyernie a minden idők legintenzívebb drónversenyét. A világ minden tájáról érkező más tinédzsercsapatokkal versenyeznek, dzsinn meghajtású drónjaikkal veszélyes területeken átrepülve, és még veszélyesebb teremtményeket kerülgetve. De a kudarc nem jöhet szóba a Tiki csapat számára: otthonuk, Éjsziget sorsa múlik a győzelmükön!

## Szereplők

### Főszereplők
| Szereplők                  | Eredeti hang             | Angol hang          | Magyar hang      | Leírás |
| -------------------------- | ------------------------ | ------------------- | ---------------- | --- |
| Corto Heilani              | Anaïs Delva              | Jet Walker          | Szűcs Anna Viola | A Tikik vezetője. Keményfejű és magabiztos, tehetséges pilóta, aki bármit megtenne, hogy megmentse az otthonukat, Éjszigetet. Érzéseket táplál Fény iránt a Bálna Kupán, de Mantával is közelebb kerülnek egymáshoz a Rotor Viadal során. |
| Egér Anemone Jacintha Ruto | N/A                      | Soso Bianchi        | Bak Julianna     | A Tikik tízéves mezítlábas szerelője, aki Aqua alkatrészekből építette meg drónjukat, Mocorgót. |
| Enki Chak-Chak             | Gabriel Bismuth-Bienaimé | Ogie Banks          | Pál Dániel Máté  | A Tikik mérnöke, aki szülei révén sokat tud a természetről. A növények és állatok iránti ismeretei gyakran járulnak hozzá a csapat győzelméhez.                                                                                           |
| Oro                        | N/A                      | Michael Christopher | Baráth István    | A Tikik dzsinnje, aki elvesztette az emlékezetét, ezért sokáig nem tudja magáról, hogy valójában Aqua. Corto Éjsziget egyik partján talált rá, és mindenki azt hitte róla, hogy dzsinn, mivel az Aquák állítólag kihaltak.                |

### Mellékszereplők
| Szereplők                  | Eredeti hang    | Angol hang         | Magyar hang                                        | Leírás |
| -------------------------- | --------------- | ------------------ | -------------------------------------------------- | --- |
| Bálna Wyatt                | N/A             | N/A                | Gardi Tamás                                        | A Bálna Művek tulajdonosa és alapítója. Egy technológiai gyártó cég, amely drónokat készít, és dzsineket használ azok meghajtására. Ő finanszírozza a Bálna Kupa drónversenyt is, és gyakornoki állást ígér a győztes csapatnak. Drónja Moby.                                                             |
| Neptun                     | Olivia Luccioni | N/A                | Mics Ildikó                                        | Bálna Wyatt dzsinnje, aki valójában Aqua. Neptun neme zavaros, mivel az eredeti francia szinkronban nő, az angol szinkronban viszont férfi. A magyar szinkronban a francia változatot követve szintén nőnemű.                                                                                             |
| Cápa                       | N/A             | N/A                | Czető Roland                                       | A Kalózok pilótája, azonban néha elvállalja a mérnök szerepét, amikor Max a pilóta. Drónjuk a rákszerű Karom. |
| Max                        | N/A             | Tiana Camacho      | Laudon Andrea                                      | Leginkább a Kalózok mérnöke, de néhány alkalommal ő a pilóta Cápa helyett. Miután nem jutottak be a Rotor Viadalra, csapatával szerelő műhelyet nyitnak Tortugán. |
| Ed                         | N/A             | N/A                | Gáll Dávid                                         | A Kalózok szerelője. Anyja a Zelota klánból származik. |
| Félszem                    | N/A             | N/A                | Szentirmai Zsolt                                   | A Kalózok félszemű dzsinnje. Kedves és udvarias. Hűséges és mindig fizeti az adósságát. |
| Deejay                     | Hervé Grull     | Cedric L. Williams | Markovics Tamás                                    | A Tengericsillagok önimádó pilótája, aki népszerű DJ is egyben. Az Aquasikló drón vezetője. |
| Debbie                     | N/A             | Tiana Camacho      | Hermann Lilla                                      | Az első évadban a Tengericsillagok mérnöke és szerelője. A második évadban már a Falka mérnök szerelője, valamint Fehér Tigris menedzsere. |
| Pompi                      | N/A             | N/A                | Csifó Dorina                                       | A Tengericsillagok díva dzsinnje. Nagyon érdekli, hogy milyen jól tud megjelenni a rajongói számára. Kissé elkényeztetett és hozzászokott a csúcstechnológiához. Nem igazán érdekli a versenyzés. |
| Fény                       | N/A             | Sonny Onorati      | Pálmai Szabolcs                                    | A Tao-ikrek vak pilótája, aki Lotus segítségével lát a drónversenyeken. Odavan Cortóért, emiatt gyakran adódnak félreértések kettejük közt. Drónja a madárra emlékeztető Wushu. |
| Monk                       | N/A             | N/A                | Czető Ádám                                         | A Tao-ikrek szerelője és mérnöke. Nyugodt és komoly, azonban féltékeny a testvére iránti figyelemre, amikor az ő munkáját nem veszik észre. |
| Lotus                      | N/A             | N/A                | Sörös Miklós (12. rész) Hám Bertalan (20. résztől) | A Tao-ikrek bölcs és nyugodt dzsinnje. Ő ad energiát a Wushu drónnak. |
| Flora                      | Flora Brunier   | Karen Strassman    | Boldog Emese                                       | A Dongók pilótája. Figyelmes és türelmes, imádja a természetet és szerelmese Enkibe. A Dongó drón vezetője. |
| Fuzz                       | N/A             | Ryan Colt Levy     | Tárnok Csaba                                       | Fuzz a Dongók mérnöke, Buzz pedig a Dongók szerelője. A Rotor Viadal alatt a csapatuk Tortugán maradt, hogy a Bokréta szigetről származó mézes gyömbért áruljanak azoknak, akik nézik a versenyeket. |
| Buzz                       | N/A             | N/A                | Németh Attila István                               | Fuzz a Dongók mérnöke, Buzz pedig a Dongók szerelője. A Rotor Viadal alatt a csapatuk Tortugán maradt, hogy a Bokréta szigetről származó mézes gyömbért áruljanak azoknak, akik nézik a versenyeket. |
| Zselé                      | N/A             | N/A                | Hám-Kereki Anna                                    | A Dongók barátságos dzsinnje. Ő látja el energiával a Dongó drónt. |
| Mina                       | Leslie Lipkins  | Jenny Yokobori     | Szabó Luca                                         | A Szirének pilótája. Arrogáns, gőgös, manipulatív tinédzser lány, ám a felszín alatt viselkedése csupán álca, mert státusza hazájában, Maelstromben nem olyan magas, mint csapattársáé, Victoriáé. Drónja a polip formájú Nautilus.                                                                       |
| Victoria                   | N/A             | N/A                | Andrádi Zsanett                                    | A Szirének mérnöke. Anyja, Lavinia próbálja rávenni, hogy pilóta legyen, de ő jobban szeret mérnök lenni. |
| Laurel                     | N/A             | Tiana Camacho      | Magyar Viktória                                    | A Szirének szerelője. Laurel kedvesebb, mint csapattársai. Soha nem rosszindulatú másokkal szemben. Gyakran nyugtalanítja csapattársai taktikája, de hűséges hozzájuk. |
| Némó                       | N/A             | N/A                | Sörös Miklós                                       | A Szirének dzsinnje. Többnyire arrogáns és rosszindulatú is tud lenni. |
| Manta / Fehér Tigris       | N/A             | Ryan Colt Levy     | Borbíró András (1. évad) Bogdán Gergő (2. évad)    | Az első évadban a Zord Lordok pilótája, a Polaris Akadémia képviseletében. A második évadban az új neve Fehér Tigris, az új csapata pedig a Falka, melynek Shino mellett tagja még a Tengericsillagok egykori mérnöke, Debbie. A Bálna Kupán használt drónja Sub-Zero, a Rotor Viadalon pedig Marcangoló. |
| Shino                      | N/A             | Cedric L. Williams | Szabó Andor                                        | A Zord Lordok, majd a Falka mérnöke és szerelője. Gyakran ő az, aki visszarángatja Mantát a helyes útra. |
| Pavel                      | N/A             | Bill Butts         | Kisfalusi Lehel                                    | Manta gyenge eredményei miatt a Zord Lordok pilótáját, ő rá akarta lecserélni a Polaris Akadémia a Bálna Kupán. A második évadban az Akadémia őt indítja a Rotor Viadalon, új társával Rideggel, a Gleccser Górék csapatában. Drónja Gongpöröly.                                                          |
| Hannah                     | N/A             | Tiana Camacho      | Pekár Adrienn                                      | Az első évadban a Mágusok pilótája, testvérével Adam-mel Gavinda Teachnek dolgoznak. A második évadban a Sólymok pilótája a Nap Birodalom képviseletében. Drónja a Bálna Kupán Fatamorgana, a Rotor Viadalon pedig Hórusz.                                                                                |
| Adam / Rideg               | Hervé Grull     | Cedric L. Williams | Berkes Bence (1. hang) Rada Bálint (2. hang)       | Az első évadban a Mágusok szerelője és mérnöke, testvérével Hannah-val Gavinda Teachnek dolgoznak. A második évadban Rideg álnéven Pavel társa, a Gleccser Górék csapatában. |
| Gavinda Teach              | N/A             | Karen Strassman    | Solecki Janka                                      | A Teach Tech tulajdonosa és alapítója, egy olyan technológiai gyártó cég, amely a környezetre mérgező elemmel, a nukleummal működő drónokat készít. Hannah és Adam segítségével akarja felfedni a dzsinek titkát, hogy elpusztíthassa a Bálna Műveket.                                                    |
| Lavinia von Gandelhoof     | N/A             | N/A                | Mezei Kitty                                        | Victoria édesanyja és egykori drónpilóta. Nagyon ápolja családja örökségét, és eleinte nem törődik lánya érzéseivel, miszerint drónpilóta helyett ő jobb szeret mérnök lenni. |
| Nagy Moe                   | N/A             | Bill Butts         | Papucsek Vilmos                                    | Egér apja és a Ruto klán vezetője. |
| Kass Nitár                 | N/A             | Michael Sorich     | Szinovál Gyula                                     | A Deboners nevű partipatkány klán vezetője. A sorozatban visszatérő antagonistaként jelenik meg. |
| Fugu                       | N/A             | N/A                | Petridisz Hrisztosz                                | Egy paroai lakos, akinek alkatrészboltja van. Visszatérő karakter a legtöbb epizódban, amelyekben partipatkányok vagy Kass Nitár is szerepelnek. |
| Vendor                     | N/A             | Ryan Colt Levy     | Szrna Krisztián                                    | Egy ócskás Paroa kikötőjében, aki többek közt drón alkatrészeket árul. Ő közvetítette a Rotor Viadal előselejtezőjét. |
| Scarlett, a Rozsdakirálynő | N/A             | N/A                | Kovács Nóra                                        | Scarlet leginkább Rozsdakirálynőként ismert, aki a Zelota klán és Tortuga, Terraqua legnagyobb partipatkány településének vezetője. |
| Basuki                     | N/A             | N/A                | Király Adrián                                      | Scarlett dzsinnje, aki valójában Aqua. Azért küldték a felszínre, hogy állítsa meg Antabogát, de az Aqua Admiralis árulónak tartja Basukit, mert nem osztotta azt a nézetét, hogy minden Terrait ki kell irtani.                                                                                          |
| Ifa                        | Mathilde Carmes | N/A                | N/A                                                | A Zelota csapat pilótája. Ő Rozsdakirálynő unokája. Corto elég gyakran ugratja őt a mérete miatt. Baba tanította meg neki, hogyan kell drónt vezetni. Drónja Sipító. |
| Saatchi                    | Flora Brunier   | N/A                | N/A                                                | A Zelota csapat mérnöke. Ifa nővére és Rozsdakirálynő unokája. Nagyon törődik Ifával. |
| Baba                       | N/A             | N/A                | Szabó Endre (36. rész) Szrna Krisztián (44. rész)  | A Zelota csapat öreg és álmos szerelője. Mielőtt Scarlet megalapította volna Tortugát, Baba megmentette a leendő Rozsdakirálynőt egy óriási fémpóktól a Bedawang Titán belsejében, eközben elvesztette Pelicano nevű drónját. Attól a naptól fogva mellette van.                                          |
| Hilal                      | N/A             | N/A                | Juhász Zoltán                                      | A Sólymok mérnöke. Hannah új csapattársa, a Nap Birodalomból. Kijönnek egymással, de Hilalt idegesíti Hannah Cortóval való folyamatos versengése és büszkesége. |
| Lila                       | N/A             | N/A                | Vámos Mónika                                       | A Sólymok szerelője. Hannah új csapattársa, a Nap Birodalomból. Lila barátságot köt Egérrel, Hannah és Corto magas elvárásai közepette, miközben egy olyan verseny megoldásán dolgoznak, amely sok szerelői munkát igényel.                                                                               |
| Kami                       | N/A             | N/A                | Laudon Andrea                                      | Egy baba dzsinn, akit a Mágusok elloptak Bálnától és a Tikiknél kötött ki. A második évadban visszatér Hannah dzsinnjeként, a Sólymok csapatában. |
| Lemanja                    | Flora Brunier   | N/A                | N/A                                                | A Planktonok pilótája. A Mélység királya küldte őket a Terraiak megfigyelésére, de elvesztették hajójukat és vezetőjüket is, ezért Scyllával Terrainak álcázták magukat. A Rotor Viadalt megnyerve akarják visszarezezni hajójukat. A Kacsacsőrű drón vezetője.                                           |
| Scylla                     | N/A             | N/A                | N/A                                                | A Planktonok mérnöke és szerelője. Lemanjával Terraiaknak álcázták magukat. Mivel valójában mindketten Aquák, fogalmuk sincs, hogyan viselkednek a Terraiak. |
| Luska                      | N/A             | N/A                | Megyeri János                                      | A Planktonok nagyon laza és közönyös dzsinnje, aki szintén Aqua, csakúgy mint társai, Lemanja és Scylla. |
| Antaboga                   | N/A             | N/A                | Fehér Péter                                        | Antaboga egy Aqua Admirális, aki Tortuga tiltott területén lakik. Célja, hogy visszaszerezze a Bedawang Titán irányítását Scarlett-től és elpusztítsa a Terraiakat. |
| Jeroboam                   | N/A             | N/A                | Bordás János (behemót) Csuha Lajos (Aqua)          | Egy öreg Aqua, aki a Paroa partjain túl lévő Pagurd Titán őrzője. Jóbarátja Neptunnak. |
| Taroa                      | N/A             | N/A                | Posta Victor                                       | Éjsziget bölcs és halk szavú dzsinnje, aki energiával látja el a szigetet. |
| Otaqua Séf                 | N/A             | N/A                | Péter Richárd                                      | Tortugai lakos, aki a Tápolda tengeri étterem tulajdonosa. Megpróbált indulni a Rotor Viadalon, de Cortónak hála Manta kiejtette őt, mikor Marcangolóval szétroppantotta a drónját. |
| Vago                       | N/A             | N/A                | Ágoston Péter                                      | Egér bátyja és Nagy Moe fia. Vago volt Éjsziget Zizzlabda bajnoka, mielőtt Loopi legyőzte őt, ezzel rivalizálást indítva kettejük között. Ő képezte ki Cortót. |
| Loopi                      | N/A             | N/A                | Csifó Dorina                                       | Loopi egy bajnok Zizzlabda játékos, aki Éjszigetről származik. Corto példaképe volt. Gyakran rág rágógumit. |
| Mai Chak-Chak              | N/A             | N/A                | Pap Katalin                                        | Enki anyja és apja. Enki szülei még nála is jobban értenek a természethez, és híresek is róla, ami megmagyarázza, hogy Enki miért tud annyit, amennyit. |
| Taka Chak-Chak             | N/A             | N/A                | Seder Gábor                                        | Enki anyja és apja. Enki szülei még nála is jobban értenek a természethez, és híresek is róla, ami megmagyarázza, hogy Enki miért tud annyit, amennyit. |

## Magyar változat
- Bemondó: Orosz Gergely
- Főcímdal: Békefi Viktória, Feng Ya Ou Ferenc
- Magyar szöveg: Lai Gábor
- Dalszövegíró: Nádasi Veronika
- Hangmérnök: Tóth Anna, Lipics Bálint
- Gyártásvezető: Újréti Zsuzsa
- Zenei rendező: Császár Bíró Szabolcs
- Szinkronrendező: Pupos Tímea
- Produkciós vezető: Orosz Katalin
- További magyar hangok: Engel-Iván Lili, Geri Tamás

## Epizódok

### Évados áttekintés
| Évad | Évad | Epizódok | Eredeti sugárzás | Eredeti sugárzás | Magyar sugárzás   | Magyar sugárzás | Magyar sugárzás  | Magyar sugárzás  |
| Évad | Évad | Epizódok | Eredeti sugárzás | Eredeti sugárzás | Disney Channel    | Disney Channel  | Disney+          | Disney+          |
| Évad | Évad | Epizódok | Évadpremier      | Évadfinálé       | Évadpremier       | Évadfinálé      | Évadpremier      | Évadfinálé       |
| ---- | ---- | -------- | ---------------- | ---------------- | ----------------- | --------------- | ---------------- | ---------------- |
|      | 1    | 26       | 2020. október 9. | 2021. október 3. | 2023. április 3.  | 2023. május 8.  | 2024. október 2. | 2024. október 2. |
|      | 2    | 26       | 2023. április 9. | 2024. június 30. | 2023. november 6. | 2024. május 22. |                  |                  |

### 1. évad (2020-2021)
| #   | #   | Angol cím Francia cím                            | Magyar cím                   | Rendezte                              | Írta                                                 | Eredeti premier      | Magyar premier    |
| --- | --- | ------------------------------------------------ | ---------------------------- | ------------------------------------- | ---------------------------------------------------- | -------------------- | ----------------- |
| 1.  | 1.  | Spinning Tales La Course de Kumo                 | Lenyűgöző szörnyűzők         | Gregory Leterrier, Sylvain Dos Santos | Morgann Martin, Adrien Louiset                       | 2021. január 3.      | 2023. április 3.  |
| 2.  | 2.  | The Piranicus Race La Course Piranicus           | Féktelen folyam              | Gregory Leterrier, Sylvain Dos Santos | Adrien Louiset, Morgann Martin                       | 2020. október 23.    | 2023. április 4.  |
| 3.  | 3.  | The Païpaï Race La Course Païpaï                 | Fagyos futam                 | Gregory Leterrier, Sylvain Dos Santos | Pierre de Cabissole, Sylvain Dos Santos              | 2020. október 19.    | 2023. április 5.  |
| 4.  | 4.  | Welcome to Paroa Bienvenue à Paroa               | Parolázás Paroán             | Gregory Leterrier, Sylvain Dos Santos | Sylvain Dos Santos, Antoine Maurel                   | 2020. október 22.    | 2023. április 6.  |
| 5.  | 5.  | Spider Circuit La Course Arkano                  | Pókhálós pálya               | Gregory Leterrier, Sylvain Dos Santos | Christophe Courty                                    | 2020. október 21.    | 2023. április 7.  |
| 6.  | 6.  | Spirale Looping La Course Looping                | Sokkoló spirál               | Gregory Leterrier, Sylvain Dos Santos | Nils Mathieu                                         | 2020. október 20.    | 2023. április 10. |
| 7.  | 7.  | Ghost La Course aux Fantômes                     | Kísérteties kastély          | Gregory Leterrier, Sylvain Dos Santos | Sylvain Dos Santos, Marine Lachenaud, Antoine Maurel | 2020. október 29.    | 2023. április 11. |
| 8.  | 8.  | Eole Crash La Course Eole Cash                   | Szélmalomharc                | Gregory Leterrier, Sylvain Dos Santos | Christophe Courty                                    | 2021. január 10.     | 2023. április 12. |
| 9.  | 9.  | Bubblegum La Course Bubblegum                    | Golyórágó futam              | Gregory Leterrier, Sylvain Dos Santos | Sylvain Dos Santos, Marine Lachenaud                 | 2020. december 27.   | 2023. április 13. |
| 10. | 10. | The Art of Illusion La Course des Illusions      | A megtévesztés magasiskolája | Gregory Leterrier, Sylvain Dos Santos | Marine Lachenaud, Sylvain Dos Santos                 | 2020. október 26.    | 2023. április 14. |
| 11. | 11. | Big Moe's Big Race La Course de Big Moe          | Nagyfőnök nagyversenye       | Gregory Leterrier, Sylvain Dos Santos | Marine Lachenaud, Cedric Lachenaud                   | 2020. október 27.    | 2023. április 17. |
| 12. | 12. | The Great Egg Race La Course Totem               | Tojáslopás                   | Gregory Leterrier, Sylvain Dos Santos | Christophe Courty                                    | 2020. október 28.    | 2023. április 18. |
| 13. | 13. | Oro's Secret Le Secret d’Oro                     | Oro titka                    | Gregory Leterrier, Sylvain Dos Santos | Camille Couasse, Claire Kanny                        | 2020. december 20.   | 2023. április 19. |
| 14. | 14. | The Comeback Kid La Course Comeback              | Eltérő visszatérő            | Gregory Leterrier, Sylvain Dos Santos | Christophe Courty                                    | 2021. január 24.     | 2023. április 20. |
| 15. | 15. | Out of Sync La Course Synchro                    | Összevissza összhang         | Gregory Leterrier, Sylvain Dos Santos | Segolene Basso-Brusa                                 | 2021. január 17.     | 2023. április 21. |
| 16. | 16. | The Great Belugaga Race La Course aux Bellugagas | Delfin hadicsel              | Gregory Leterrier, Sylvain Dos Santos | Morgann Martin, Adrien Louiset                       | 2021. október 3.     | 2023. április 24. |
| 17. | 17. | Into the Maelstrom La Course de Maelström        |                              | Gregory Leterrier, Sylvain Dos Santos | Christophe Courty                                    | 2021. április 18.    | 2023. április 25. |
| 18. | 18. | Droners Express La Course des Coursiers          |                              | Gregory Leterrier, Sylvain Dos Santos | Benoit Boucher, Christophe Courty, Marine Lachenaud  | 2021. szeptember 5.  | 2023. április 26. |
| 19. | 19. | Duelling Drones La Course Duel                   |                              | Gregory Leterrier, Sylvain Dos Santos | Nils Mathieu                                         | 2021. szeptember 12. | 2023. április 27. |
| 20. | 20. | The Relay Race La Course Relais                  |                              | Gregory Leterrier, Sylvain Dos Santos | Alice Giordan, Anais Topla                           | 2021. szeptember 19. | 2023. április 28. |
| 21. | 21. | Kami's Race La Course Kami                       |                              | Gregory Leterrier, Sylvain Dos Santos | Antoine Maurel, Morgann Martin, Adrien Louiset       | 2021. szeptember 26. | 2023. május 1.    |
| 22. | 22. | Race for the Khepri La Course Khepri             |                              | Gregory Leterrier, Sylvain Dos Santos | Morgann Martin, Adrien Louiset                       | 2021. április 11.    | 2023. május 2.    |
| 23. | 23. | The Polaris Predicament La Course Polaris        |                              | Gregory Leterrier, Sylvain Dos Santos | Segolene Basso-Brusa, Christophe Courty              | 2021. október 3.     | 2023. május 3.    |
| 24. | 24. | Race for a Cure La Course au Pollen              |                              | Gregory Leterrier, Sylvain Dos Santos | Pierre de Cabissole                                  | 2021. október 3.     | 2023. május 4.    |
| 25. | 25. | The Final Race Part 1 La Course Finale Partie 1  |                              | Gregory Leterrier, Sylvain Dos Santos | Sylvain Dos Santos, Pierre de Cabissole              | 2021. október 3.     | 2023. május 5.    |
| 26. | 26. | The Final Race Part 2 La Course Finale Partie 2  |                              | Gregory Leterrier, Sylvain Dos Santos | Sylvain Dos Santos, Pierre de Cabissole              | 2021. október 3.     | 2023. május 8.    |

### 2. évad (2023-2024)
| #   | #   | Angol cím Francia cím                                         | Magyar cím                   | Rendezte                              | Írta                                    | Eredeti premier      | Magyar premier     |
| --- | --- | ------------------------------------------------------------- | ---------------------------- | ------------------------------------- | --------------------------------------- | -------------------- | ------------------ |
| 27. | 1.  | Welcome to Tortuga Part 1 Bienvenue à Tortuga partie 1        | Sok sikert Tortugán, 1. rész | Gregory Leterrier, Sylvain Dos Santos | Pierre de Cabissole, Sylvain Dos Santos | 2023. április 9.     | 2023. november 6.  |
| 28. | 2.  | Welcome to Tortuga Part 2 Bienvenue à Tortuga partie 2        | Sok sikert Tortugán, 2. rész | Gregory Leterrier, Sylvain Dos Santos | Pierre de Cabissole, Sylvain Dos Santos | 2023. április 9.     | 2023. november 7.  |
| 29. | 3.  | The Wotan Race La Course Wotan                                |                              | Gregory Leterrier, Sylvain Dos Santos | Christophe Courty                       | 2023. április 15.    | 2023. november 8.  |
| 30. | 4.  | Trial By Track La course du Jugement                          |                              | Gregory Leterrier, Sylvain Dos Santos | Cédric Lachenaud, Marine Lachenaud      | 2023. április 16.    | 2023. november 9.  |
| 31. | 5.  | The Nurato Race La course Nurato                              |                              | Gregory Leterrier, Sylvain Dos Santos | Christophe Courty                       | 2023. április 22.    | 2023. november 10. |
| 32. | 6.  | The Pocamourus Race La course des Pocamourus                  |                              | Gregory Leterrier, Sylvain Dos Santos | Camélia Acef, Julia Folio               | 2023. április 22.    | 2023. november 13. |
| 33. | 7.  | The Royal Race La course Royale                               |                              | Gregory Leterrier, Sylvain Dos Santos | Christophe Courty                       | 2023. április 23.    | 2023. november 14. |
| 34. | 8.  | The Aquae Knight Race La Course du chevalier Aqua             |                              | Gregory Leterrier, Sylvain Dos Santos | Antoine Morel, Grant Sauvé              | 2023. április 26.    | 2023. november 15. |
| 35. | 9.  | The Mechanix Race La course des Mecanix                       |                              | Gregory Leterrier, Sylvain Dos Santos | Marie Seurin, Mathilde Belin            | 2023. április 29.    | 2023. november 16. |
| 36. | 10. | The Restricted Race La course interdite                       |                              | Gregory Leterrier, Sylvain Dos Santos | Chérifa Tsouri, Mathilde Cadrot         | 2023. április 30.    | 2023. november 17. |
| 37. | 11. | The Boomer Race La course Boomers                             |                              | Gregory Leterrier, Sylvain Dos Santos |                                         | 2023. augusztus 26.  | 2023. november 20. |
| 38. | 12. | The Race for Monkeyglide La course au Monkeyvol               |                              | Gregory Leterrier, Sylvain Dos Santos |                                         | 2023. szeptember 2.  | 2023. november 21. |
| 39. | 13. | The Plankton's Secret Le secret des Planctons                 | A Planktonok titka           | Gregory Leterrier, Sylvain Dos Santos |                                         | 2023. szeptember 9.  | 2023. november 22. |
| 40. | 14. | Treasure Hunt La course au Trésor                             | Kincsvadászat                | Gregory Leterrier, Sylvain Dos Santos |                                         | 2023. szeptember 16. | 2024. május 6.     |
| 41. | 15. | The Predator Race La course aux Prédateurs                    | Ragadozó vízi madarak        | Gregory Leterrier, Sylvain Dos Santos |                                         | 2024. március 23.    | 2024. május 7.     |
| 42. | 16. | The Bee-Turtle Race La course aux Tortulibris                 | Párbaj párban                | Gregory Leterrier, Sylvain Dos Santos |                                         | 2024. április 1.     | 2024. május 8.     |
| 43. | 17. | The Chef's Race La course des Chefs                           | Jól kifőzött verseny         | Gregory Leterrier, Sylvain Dos Santos |                                         | 2024. április 2.     | 2024. május 9.     |
| 44. | 18. | Baba's Race La course de Baba                                 | Öreg barát nem vén barát     | Gregory Leterrier, Sylvain Dos Santos |                                         | 2024. április 3.     | 2024. május 10.    |
| 45. | 19. | The Third Eye Race La course du Troisième Œil                 | Harmadik szemmel             | Gregory Leterrier, Sylvain Dos Santos |                                         | 2024. április 4.     | 2024. május 13.    |
| 46. | 20. | The Mystery Race La course Mystère                            | Rejtelmes verseny            | Gregory Leterrier, Sylvain Dos Santos |                                         | 2024. április 5.     | 2024. május 14.    |
| 47. | 21. | The Labyrinth Race La course du Labyrinthe                    | Veszett ügy az útvesztőben   | Gregory Leterrier, Sylvain Dos Santos |                                         | 2024. március 24.    | 2024. május 15.    |
| 48. | 22. | The Tsunami Challenge Le défi Tsunami                         | Idegen pálya, hazai ellenfél | Gregory Leterrier, Sylvain Dos Santos |                                         | 2024. május 24.      | 2024. május 16.    |
| 49. | 23. | The Race or the Key La course ou la Clef                      | Kulcsfontosságú küzdelem     | Gregory Leterrier, Sylvain Dos Santos |                                         | 2024. június 2.      | 2024. május 17.    |
| 50. | 24. | The Magnetis Race La course Magnétis                          | Megbolydult Magnetis         | Gregory Leterrier, Sylvain Dos Santos |                                         | 2024. június 9.      | 2024. május 20.    |
| 51. | 25. | The Rotor Punch Race Part 1 La course du Rotor Punch Partie 1 | A Rotor viadal, 1. rész      | Gregory Leterrier, Sylvain Dos Santos |                                         | 2024. június 30.     | 2024. május 21.    |
| 52. | 26. | The Rotor Punch Race Part 2 La course du Rotor Punch Partie 2 | A Rotor viadal, 2. rész      | Gregory Leterrier, Sylvain Dos Santos |                                         | 2024. június 30.     | 2024. május 22.    |